# Quinto Maganini
Quinto E. Maganini (Fairfield,  30 november 1897 – Greenwich, 10 maart 1974) was een Amerikaans componist, muziekpedagoog, dirigent en fluitist.

## Levensloop
Maganini studeerde dwarsfluit bij Emilio Puyans en Georges Barrère, muziektheorie en compositie bij Domenica Brescia en J. T. H. Gold aan het Institut of Musical Art, de voorganger van de huidige Juilliard School of Music in New York. Van 1917 tot 1919 was hij fluitist in het San Francisco Symphony Orchestra. In 1920 vertrok hij naar New York en werd lid van het New York Symphony Orchestra (1920–1928). Hij was eveneens van 1924 tot 1925 lid van het Russian Symphony Orchestra. Van 1920 tot 1927 werkte hij mee aan de David Mannes Metropolitan Museum Concerts.
In 1927 won hij de Pulitzerprijs voor zijn opera The Argonauts. Dit was verbonden met een studiebeurs, waarmee hij aan het Conservatoire Américain de Fontainebleau in Fontainebleau bij Nadia Boulanger kon studeren (1925–1927). In 1932 richtte hij een eigen kamerorkest, de Maganini Chamber Symphony op. Hij was muziekpedagoog aan de School of Music van de Columbia-universiteit in New York.
Van 1939 tot 1970 was hij dirigent van het Norwalk Symphony Orchestra. Het orkest trad gedurende zijn werken als dirigent met bekende solisten op, zoals Yo-Yo Ma, Itzhak Perlman en Emanuel Ax. Ook verschillende van zijn eigen composities gingen met dit orkest in première.
Als componist schreef hij werken voor orkest, harmonieorkest, muziektheater (1 opera en 1 ballet), vocale muziek en kamermuziek. Een bepaalde tijd was hij in het bestuur van de muziekuitgeverij Carl Fischer Inc. in New York.

## Composities

### Werken voor orkest
- 1925 Tuolumne - a Californian rhapsody, pastorale scène voor orkest en obligate trompet
- 1926-1927 Suite, voor kamerorkest op. 23
- 1928 La Rumba, Cubaanse rapsodie voor orkest
- 1929 Cuban rhapsody (Rhapsodie cubaine), voor orkest, op. 22
- 1930 Mañana : a Central-American tango-serenade, voor orkest
- 1932 The cathedral at Sens, voor cello (solo), gemengd koor en kamerorkest
- 1936 South wind - an orchestral fancy, voor groot orkest
- 1936 Symphony (Sylvan), voor kamerorkest 
  1. Allegro moderato: Crags
  2. Adagio: Night
  3. Scherzo: Daybreak
  4. Toccata burlesca: Frogs
- 1936 An ornithnological suite, voor orkest
  1. Humming birds
  2. At dusk a nightingale sings in the garden
  3. Canonical cuckoos
  4. Listen to the mocking birds (Variations on an American song)
- 1936 A suite of music by royalty, voor orkest en kamerorkest, op. 33
  1. Passetyme with goode company / Henry VII, King of England  - Amaryllis / Louis XIII, King of France
  2. Madrigal / Carlo Gesualdo, Prince of Venosa
  3. Military march / Frederick-the-Great, King of Prussia
- 1938 Genevieve - a romantic rhapsody in variation form, voor orkest
- 1938 The lake at sunset (Temagami) - A Canadian idyl ..., voor orkest
- 1939 The royal ladies - suite for orchestra on themes by feminine royalty, voor orkest
  1. Fête champêtre (on C'est mon ami by Marie Antoinette)
  2. Threnody (on a Tudor tune set to verses by Anne Boleyn)
  3. Triumphal march (on themes from "The queen of the Amazons and The triumph of fidelity" by Princess Maria Antonia Walpurgis of Saxony)
- 1939 Zamboanga; a South Sea island bacchanale, voor orkest
- 1940 At the setting of the sun - a dance scene from "The Argonauts", voor orkest
- 1940 Ladies of the ballet, voor strijkorkest
- Dismal Swamp, voor orkest
- Music for the balcony scene from Romeo and Juliet - nocturne from the concerto in D minor for string orchestra

### Werken voor harmonieorkest
- 1940 Americanese Suite : suite on three early American pieces
  1. An old Connecticut tune : "Archdale"
  2. A village festival
  3. A chant for Washington's funeral on "Mt. Vernon, 1799"
- 1962 Royal Suite, voor harmonieorkest
- 1964 Shenandoah, voor harmonieorkest

### Muziektheater

#### Opera's
| Voltooid in | titel | aktes | première                         | libretto                                                                 |
| ----------- | --- | ----- | -------------------------------- | ------------------------------------------------------------------------ |
| 1927        | The Argonauts - a California Tetralogy; Prologue Tennessee's partner (naar "The Bellringer of Angels" van Francis Bret Harte); The Discovery at Dead Horse Gulch; A christmas at Angels |       | 28 mei 1942, New York, WOR Radio | van de componist, naar "The Bellringer of Angels" van Francis Bret Harte |

#### Balletten
| Voltooid in | titel      | aktes | première | libretto | choreografie |
| ----------- | ---------- | ----- | -------- | -------- | ------------ |
| 1943        | Even hours |       |          |          |              |

### Vocale muziek

#### Werken voor koor
- Songs of the Chinese, voor vrouwenkoor, solisten, 2 piano's en slagwerk

#### Liederen
- 1941 Three lyrics, liederencyclus voor zangstem, dwarsfluit en Indiaanse trom (of piano) - tekst: David O'Neil
  1. The astronomer
  2. Song for a flute
  3. The arrow maker
- 1943 Four orchestral songs, voor middenstem en orkest (of piano)
- Liederencyclus, voor tenor en piano

### Kamermuziek
- 1921 A flute in the garden of Allah, serenade voor dwarsfluit en harp
- 1923 The realm of dolls : a suite of three little pieces in two parts, voor fluitkwartet, op. 9
- 1924 Fantaisie Japonaise, voor dwarsfluit en piano, op. 7
- 1927 Sonate in C majeur, voor dwarsfluit en piano, op. 24
- 1929 Cuban rhapsody (Rhapsodie cubaine), voor strijkkwartet, op. 22
- 1932 La rubia (Fairest one), Spaanse serenade voor hobo, klarinet en fagot
- 1936 Evening bells, voor dwarsfluit en piano
- 1936 Biskra - an Algerian serenade, voor dwarsfluit en piano
- 1936 Fiesta - Spanish march, voor twee dwarsfluiten en piano
- 1937 Geographs, trio voor hobo (of dwarsfluit), klarinet en fagot 
  1. Havana (rhumba-danzon)
  2. Vienna (waltz)
  3. Istamboul (Turkish march)
- 1938 Rastus Ryan (Negro novelette), voor fagot en piano
- 1938 Song of the sage-brush hills, voor altklarinet en piano
- 1939 Sérénade dérivative - l'après d'une demoiselle "crocodille", voor basklarinet en piano
- 1939 Three original ensembles for brass instruments by great masters, voor koperensemble
  1. The king's fanfare, by Josquin des Près
  2. Aequale, by Anton Bruckner
  3. Sinfonia, by Adriano Banchieri
- 1940 Medeovale, fantasie op een middeleeuws tune van Theobald IV van Champagne voor koperkwartet
- 1942 Ars Contrapunctus, voor dwarsfluit, klarinet en fagot 
  1. Prelude, Dance
  2. Air
  3. Double-fugue
- 1943 Shepherds in Arcadia, voor fluitkwartet
- 1943 Two humming birds, voor dwarsfluit en piano
- 1944 Fanfare, voor twee trompetten
- 1944 Song of a Chinese fisherman, voor altviool en piano
- 1944 Troubadors, voor drie hoorns
- 1945 A flourish for a hero, voor trompetkwartet
- 1946 An ancient Greek melody, voor altviool en piano
- 1946 Night piece, voor dwarsfluit en piano
- 1946 Peaceful land - canzone pastorale, voor hobo en piano
- 1946 Maria's trinity, voor trompet en piano
- 1950 Three little kittens, voor dwarsfluit, hobo en klarinet
- 1951 Lament - motet, voor twee trompetten, hoorn en trombone
- 1951 Petite suite classique, voor hobo en klarinet
- 1952 Canonico espressivo, voor 2 klarinetten (of klarinet en fagot)
- 1956 La Romanesca, een oud Italiaans danslied vanuit de 16e eeuw voor dwarsfluit en harp (of piano)
- 1958 Shenandoah, voor koperensemble (3 trompetten, 2 hoorns, bariton/eufonium, 3 trombones en tuba)
- 1961 The lake at sunset (Temagami) - a Canadian idyl, voor viool en piano
- 1969 L'après-midi d'une crocodille, voor tuba (of fagot) en piano
- 1971 Il Boa constrictor ed il Bobolink, voor piccolo en contrabasfluit (of tuba)
- Caprice Terpsichore, voor dwarsfluit en piano
- Concert album, voor altviool en piano
- Concert album, voor dwarsfluit (of hobo) en piano
- Paris soir, voor kornet en piano
- Sonate nr. 2, voor viool en piano
- Sonate gauloise, voor dwarsfluit en piano, op. 24
- The Realm of Dolls, voor fluitkwartet
- Titania's wedding march, voor dwarsfluit en piano

### Werken voor piano
- 1929 Sonate sylvain